# Huangsangkou (köpinghuvudort i Kina, Hubei Sheng, lat 30,01, long 115,33)
Huangsangkou är en köpinghuvudort i Kina. Den ligger i provinsen Hubei, i den centrala delen av landet, omkring 120 kilometer sydost om provinshuvudstaden Wuhan. Antalet invånare är 32 898. Befolkningen består av 15 997 kvinnor och 16 901 män. Barn under 15 år utgör 18,0 %, vuxna 15-64 år 73 %, och äldre över 65 år 7,0 %.
Runt Huangsangkou är det tätbefolkat, med 397 invånare per kvadratkilometer. Närmaste större samhälle är Wuxue Shi, 13,8 km sydost om Huangsangkou. I omgivningarna runt Huangsangkou växer i huvudsak blandskog.
Genomsnittlig årsnederbörd är 2 084 millimeter. Den regnigaste månaden är maj, med i genomsnitt 332 mm nederbörd, och den torraste är januari, med 56 mm nederbörd.